# Оберсультсбак
Оберсультсба́к (фр. Obersoultzbach) — коммуна на северо-востоке Франции в регионе Гранд-Эст (бывший Эльзас — Шампань — Арденны — Лотарингия), департамент Нижний Рейн, округ Саверн, кантон Буксвиллер.
Площадь коммуны — 5,16 км², население — 383 человека (2006) с тенденцией к росту: 422 человека (2013), плотность населения — 81,8 чел/км².

## Население
Население коммуны в 2011 году составляло 423 человека, в 2012 году — 416 человек, а в 2013-м — 422 человека.
| 1962 | 1968 | 1975 | 1982 | 1990 | 1999 | 2006 | 2008 | 2011 | 2012 | 2013 |
| ---- | ---- | ---- | ---- | ---- | ---- | ---- | ---- | ---- | ---- | ---- |
| 362  | 348  | 359  | 355  | 378  | 398  | 383  | 397  | 423  | 416  | 422  |

Динамика населения:

## Экономика
В 2010 году из 280 человек трудоспособного возраста (от 15 до 64 лет) 226 были экономически активными, 54 — неактивными (показатель активности 80,7 %, в 1999 году — 69,9 %). Из 226 активных трудоспособных жителей работали 210 человек (118 мужчин и 92 женщины), 16 числились безработными (7 мужчин и 9 женщин). Среди 54 трудоспособных неактивных граждан 21 были учениками либо студентами, 17 — пенсионерами, а ещё 16 — были неактивны в силу других причин.

## Достопримечательности (фотогалерея)

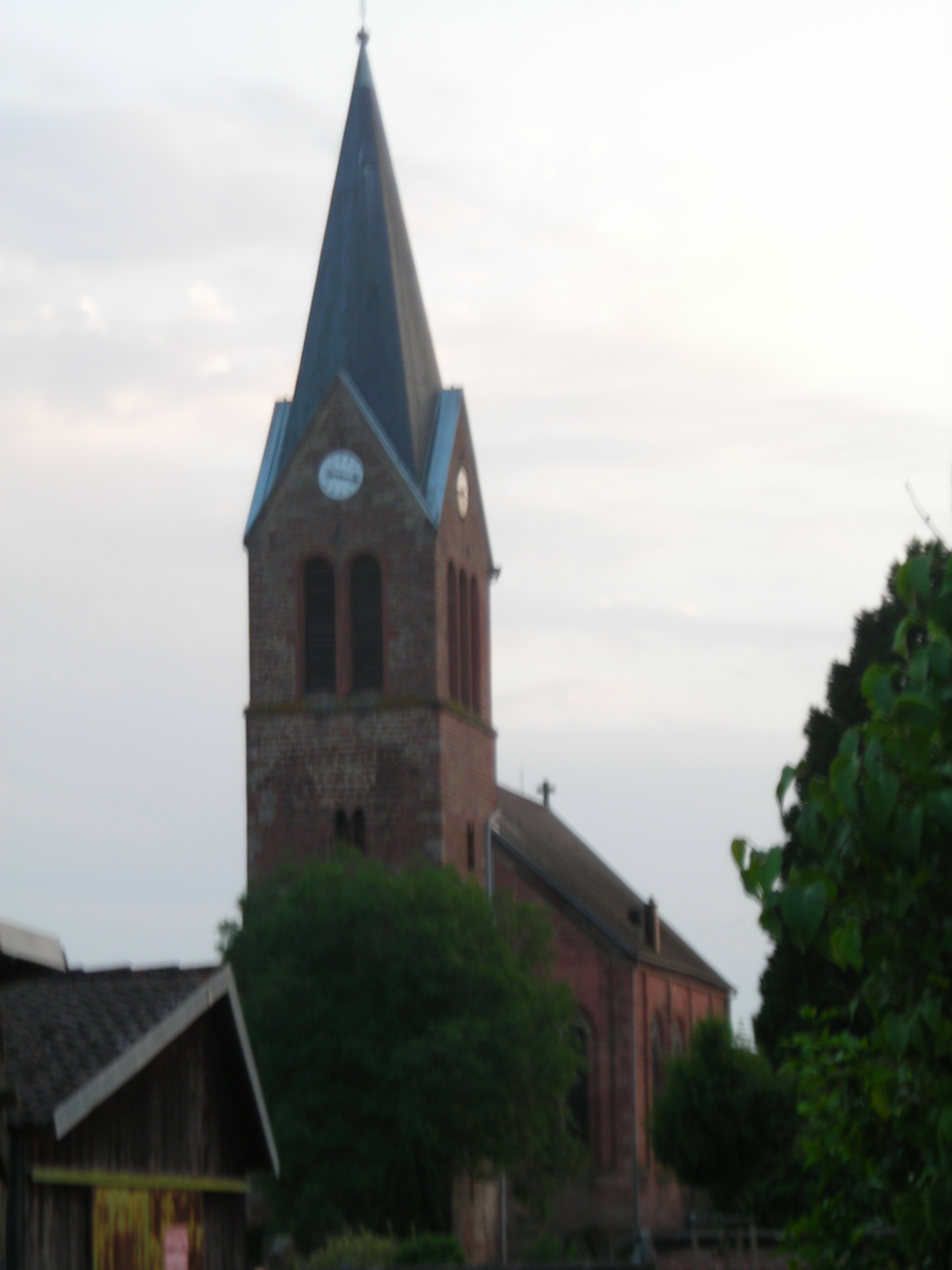
Протестантская церковь
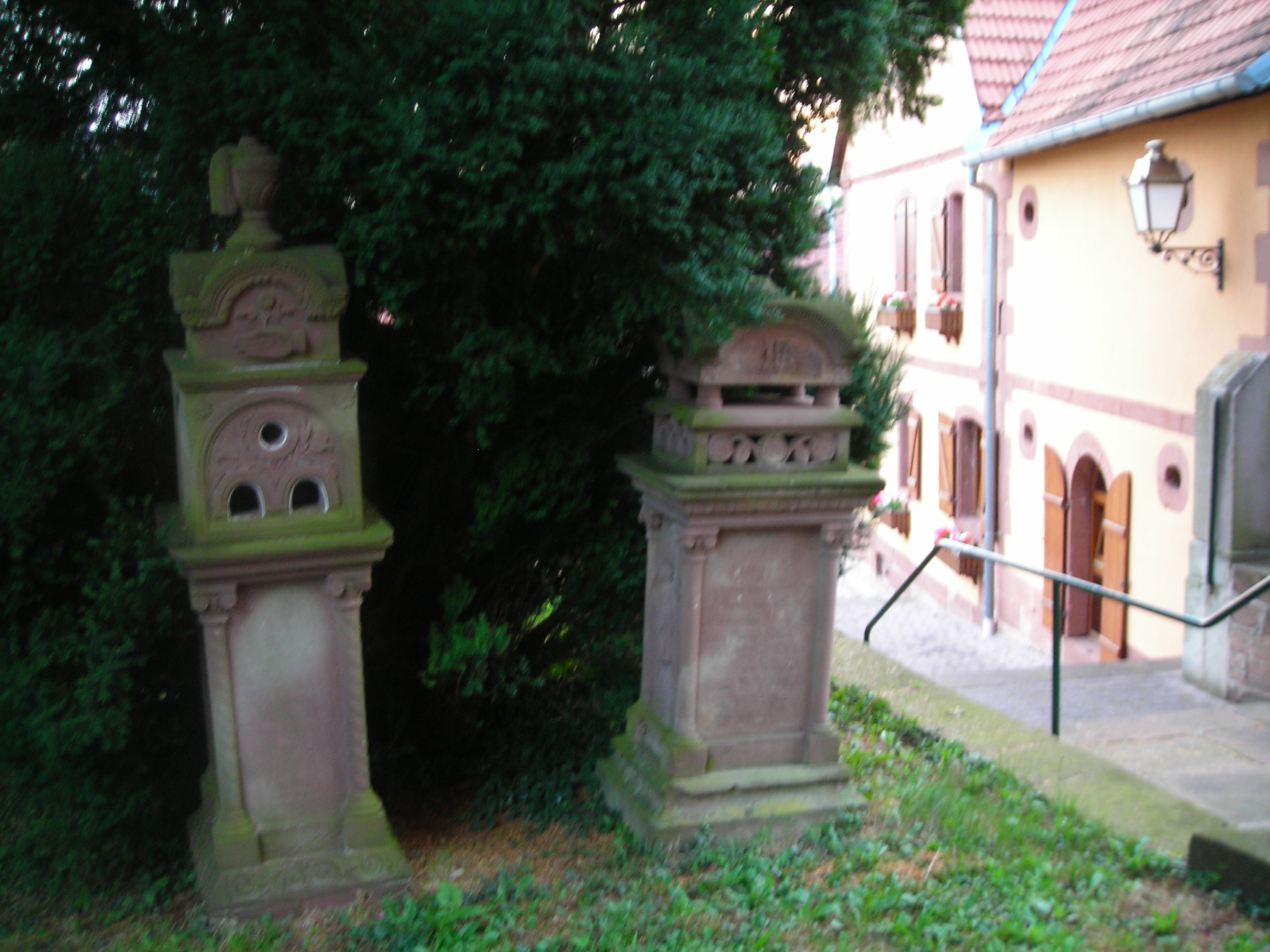